# Джон Корнфорт
Сер Джон Воркап Корнфорт (англ. Sir John Warcup 'Kappa' Cornforth; 7 вересня 1917, Сідней — 14 грудня 2013) — австралійський хімік-органік. Член Лондонського королівського товариства (1953). Нобелівська премія з хімії (1975) за дослідження стереохімії реакцій ферментативного каталізу (спільно з Володимиром Прелогом).

## Біографія
Народився 7 вересня 1917 в Сіднеї в сім'ї англійця Дж. В. Корнфорта і уродженки Австралії Гільди Ейпперн. У дитинстві жив в Сіднеї і в сільській місцевості штату Новий Південний Уельс. У 10-річному віці у нього з'явилися перші ознаки втрати слуху від отосклерозу, і через 10 років він втратив слух. Серйозний інтерес до хімії з'явився у Корнфорта ще в роки навчання в середній школі Сіднея для хлопчиків.
У 1933 Корнфорт поступив в університет Сіднея і через 4 роки на відмінно закінчив його, отримавши медаль. Він і інша студентка Ріта Г. Харраденс (Rita Harradence) виграли стипендію, що дозволяє здобути освіту в Оксфордському університеті. У 1939 коли молоді люди відправилися на навчання до Англії, почалася Друга світова війна. У 1941 вони одружилися, і тоді ж їм був присуджений докторський ступінь з хімії.
У роки війни подружжя Корнфорт вивчали синтез стероїдів і хімічну будову Пеніциліну, відкритого Александером Флемінгом (Нобелівський лауреат з фізіології і медицини, 1945). Підсумки цих досліджень були відображені в міжнародному звіті, що
вийшов в 1949 році, «Хімія Пеніциліну».
З 1946 по 1962 подружжя Корнфорт працювали в лабораторії Ради з медичних досліджень.
Корнфорт вивчав синтез природних стероїдів, зокрема, холестерину. Молекула холестерину містить 27 атомів вуглецю, 19 з яких складають тетрацикличну кільцеву систему, а 8 — бічний вуглецевий ланцюг.
Ще в 1940-ві Конрад Еміль Блох (Нобелівська премія з фізіології і медицини, 1964) показав, що синтез холестерину в біологічних системах починається з молекули ацетилкофермента А (біохімічно активованої форми оцтової кислоти), з якої походять всі атоми вуглецю холестерину. Три молекули ацетилкофермента А з'єднуються з утворенням молекули 3-гідрокси-3-метилглутарил-кофермента А, основу якої складає фрагмент з 6 атомів вуглецю, який відновлюється до мевалонової кислоти. Мевалонова кислота потім перетворюється на п'ятивуглецевий ізопентенілпірофосфат, який, пройшовши через серію конденсацій, утворює сквален. Цей вуглеводень циклизуєтся до ланостерина і з втратою врешті-решт трьох вуглецевих атомів утворює холестерин.
Застосувавши метод мічених атомів, Корнфорт і його колега Джордж Поп'як (англ. George Popjak) визначили структурне положення кожної молекули оцтової кислоти в холестерині і, крім того, ідентифікували 24 проміжних стадії переходу від мевалонової кислоти до сквалену. Дружина Корнфорта синтезувала мічені попередники мевалонової кислоти.
Корнфорт і Поп'як зосередили увагу на стереохімії взаємодії між ферментами і їхніми субстратами при синтезі сквалена з мевалонової кислоти. Вони систематично мітили кожний з 6 метиленових воднів в мевалонової кислоті дейтерієм або тритієм. Поєднуючи введення радіоізотопів, ензимологію, методи синтезу і хімічної деструкції і точні фізико-хімічні методи, Корнфорт і Поп'як довели, що всі взаємодії «фермент — субстрат» між мевалонової кислотою і скваленом є стереоспецифичними, тобто в результаті їхньої взаємодій утворюється певний стереоізомер.
Далі, починаючи з 1967 Корнфорт в співпраці з німецьким хіміком Германом Еггерером (нім. Hermann Eggerer) працював з асиметричною метильной групою — з нормальним, дейтерієвим і тритієвим атомами водню (–CHDT). Вони використовували асиметричну оцтову кислоту (CHDT–СООН) для подальшого вивчення стереохімії реакцій фермент — субстрат. Вони встановили не тільки те, який саме атом водню переноситься при конденсації молекул ізопентенілпірофосфата (проміжна стадія в біосинтезі холестерину), але і походження всіх 30 атомів водню в сквалені.
Вони показали, що стереоспецифічність має вирішальне значення для активності ферменту, що вона може бути прихованою або неявною і виявлятися тільки в результаті стереохімічного аналізу і, нарешті, що стереоспецифічність взаємодії «фермент — субстрат» не залежить від структурного зв'язку субстрата з продуктом. Крім того, вони виявили, що проміжні стадії взаємодії «фермент — субстрат» в біосинтезі терпенових з'єднань також є стереоспецифічними.
За словами Корнфорта, мета роботи, що проводиться ним, полягала в тому, щоб «виявити приховану асиметрію, стереоспецифічність в життєвих процесах шляхом дослідження асиметрії, яка доступна для вивчення».
У 1962 Корнфорт і його колега Поп'як були призначені співдиректорами лабораторії ензимології компанії «Шелл рісерч лімітед» в Ситтінгборні (графство Кент), недалеко від Лондона. З 1965 по 1971 рік Корнфорт одночасно працював ад'юнкт-профессором в школі молекулярної науки Ворикського університету.
Корнфорт і Поп'як, окрім своєї основної роботи по стероїдному синтезу, ідентифікували також атом водню кофермента НАДН (відновленого никотінамідаденіндінуклеотіда), який переноситься молекулярним киснем в біологічних окислювально-відновних реакціях.
У 1975 році Корнфорту присуджена Нобелівська премія (спільно з В. Прелогом) «за роботи по стереохімії ферментативних реакцій». На церемонії нагородження Корнфорт дав наступну характеристику процесу наукового пошуку: «У світі, де так легко ігнорувати, заперечувати, спотворювати і замовчувати правду, учений нерідко приходить до висновку, що він звалив на себе дуже важку ношу. Істина для нього — рідкісний гість. Вона, подібно променю світла, що несподівано виблискує, осяває, вихоплюючи з темноти новий порядок і красу. Набагато ж частіше вона нагадує не відмічений на карті риф, який топить корабель в темряві. Тому гідний пошани той, хто готовий прийняти таку умову пошуку істини… і полегшити ношу учених, розділивши її з ними».
Пішовши в 1975 у відставку з лабораторії хімічної ензимології, Корнфорт став професором Сассекського університету. Цю посаду вчений займав протягом семи років.
Подружжя Корнфорт багато років разом працювали в хімічній лабораторії. Жили в Саксон-Дауні (графство Східний Сассекс).